# Старцево (Кировская область)
Ста́рцево — посёлок сельского типа в Верхнекамском районе Кировской области России. Входит в состав Рудничного городского поселения.

## География
Посёлок находится на северо-востоке Кировской области, в южной части Верхнекамского района. Абсолютная высота — 155 метров над уровнем моря.
Расстояние до районного центра (города Кирс) — 22 км. Ближайшие населённые пункты — Рудничный, Светлополянск.

## Население
По данным всероссийской переписи 2010 года, численность населения посёлка составляла 136 человек (мужчины — 65, женщины — 71).

## Инфраструктура
В Старцево имеется начальная общеобразовательная школа (МОУ Старцевская начальная общеобразовательная школа Верхнекамского района Кировской области), а также колония-поселение (К 231/2 колония-поселение).

Улицы посёлка:
- Мельничная
- Привокзальная
- Садовая
- Центральная
- Школьная

## Транспорт
По северной окраине посёлка проходит железная дорога Яр — Верхнекамская, на которой расположен остановочный пункт 173 км. После закрытия этой остановки в 2017 году добраться до Старцево из областного и районного центров возможно лишь на автобусе.

## Фотогалерея

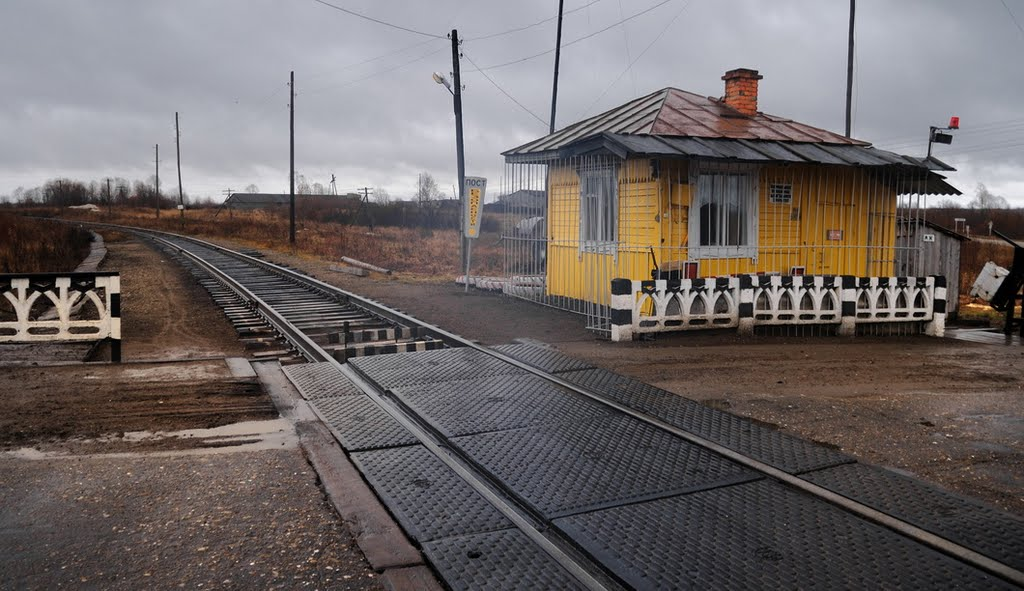
Старцево,переезд
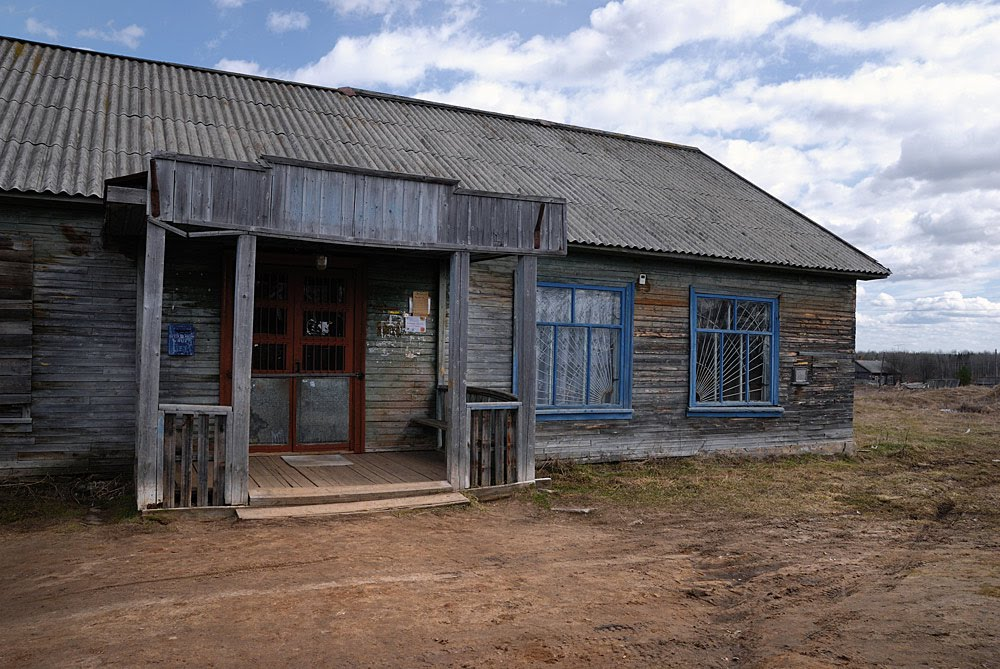
Магазин в Старцево
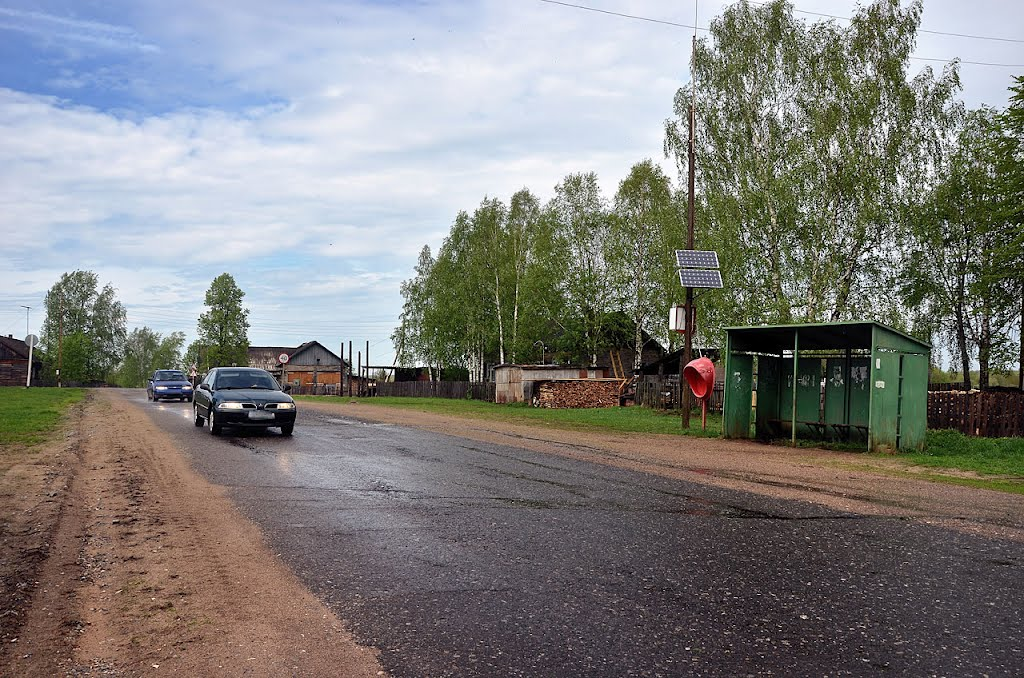
Старцево